# Symphonie no 6 de Villa-Lobos
Pour les articles homonymes, voir Symphonie no 6.
La symphonie no 6 (Sobre a linha das montanhas do Brasil, Sur la ligne des montagnes du Brésil) de Heitor Villa-Lobos a été composée en 1944.

## Historique
Heitor Villa-Lobos compose sa sixième symphonie à Rio de Janeiro en 1944. Le compositeur avait arrêté d'écrire des symphonies depuis 1920, avec une cinquième symphonie dont la partition est perdue.
Pour composer sa symphonie en prenant en compte son sujet, des montagnes du Brésil, Villa-Lobos a projeté sur une feuille de papier la ligne de la Serra dos Órgãos (chaîne de l'état de Rio de Janeiro). Puis il a écrit la mélodie en suivant ce contour, suivant une méthode qu'il appelait « milimetrazação »,.
Elle est dédiée à la compagne de Heitor Villa-Lobos, Arminda Neves d'Almeida, surnommée Mindinha.
La sixième symphonie est créée le 29 avril 1950 par l'Orquestra do Theatro Municipal sous la direction du compositeur.

## Mouvements
La symphonie se compose de quatre mouvements :
1. Allegro non troppo
2. Lento
3. Allegretto quasi animato
4. Allegro

Son exécution demande à peu près vingt-cinq minutes.

## Discographie
- L'Orchestre symphonique de la radio slovaque dirigé par Roberto Duarte, 1995 (Marco Polo).
- L'Orchestre symphonique de la radio de Stuttgart dirigé par Carl St. Clair, 1997 (cpo).
- L'Orchestre symphonique de l'État de São Paulo dirigé par Isaac Karabtchevsky, 2012 (Naxos).